# Recognoverunt Proceres
El Recognoverunt Proceres és un privilegi concedit per Pere II d'Aragó el Gran a la universitat (municipi) de Barcelona l'11 de gener de 1284 durant les Corts de Barcelona (1283-1284).

## Contingut
Els primers capítols (del 2 al 72) eren costums i privilegis anteriors, que el rei va ratificar. Regulaven aspectes relacionats amb la família i les successions i aspectes de dret mercantil i processal. Un segon grup de capítols (del 73 fins al 116) era format per noves franqueses concedides en aquest moment. En aquesta segona part, eren regulats alguns drets dels barcelonins, serveis públics, la policia de la ciutat, el comerç, etc. Aquest privilegi fou la base del dret municipal de la ciutat de Barcelona.
Un dels aspectes més destacats de Recognoverunt Proceres és la concessió de la categoria de ciutadà de Barcelona a tots aquells que haguessin passat almenys un any i un dia a la ciutat. El pergamí original es preserva a l'Arxiu Històric de la Ciutat de Barcelona.